# 艾达亚
艾达亚是缅甸东部掸邦东枝镇区下辖的一个市镇。其位于东枝外，是一个相对较新的市镇。此镇上建有高尔夫度假村与科技大学。